# Basidiocarpo

Esquema de un basidiocarpo típico, mostrando el cuerpo fructífero, el himenio y el basidio.

Un basidiocarpo o basidioma es el esporocarpo de un hongo basidiomiceto, que consiste en una estructura multicelular sobre la que se dispone el himenio productor de esporas. Los basidiocarpos son característicos de los Agaricomycetes, Dacrymycetes y algunos Tremellomycetes y Atractiellomycetes, al contrario de lo que sucede con el resto de los basidiomicetos que no tienen estas estructuras. Al igual que ocurre con los esporocarpos, los basidiocarpos que son visibles al ojo desnudo (especialmente aquellos con una morfología más o menos agárical) la mayoría son comúnmente denominados como hongos o setas, mientras que los basidiocarpos que se sitúan bajo tierra son denominados trufas o falsas trufas.

## Estructura
Todos los basidiocarpos se ajustan a la estructura en la que el himenio es producido. Los basidios se encuentran en la superficie del himenio y son, en última instancia, los productores de esporas. En su forma más simple, un basidiocarpo consiste en un cuerpo fructífero indiferenciado con un himenio en la superficie; esta estructura es característica de muchos Heterobasidiomycetes y hongos con forma de bastón. En basidiocarpos más complejos, tiene lugar una diferenciación entre el estipe, el píleo y uno o varios tipos de himenóforos.

## Tipos

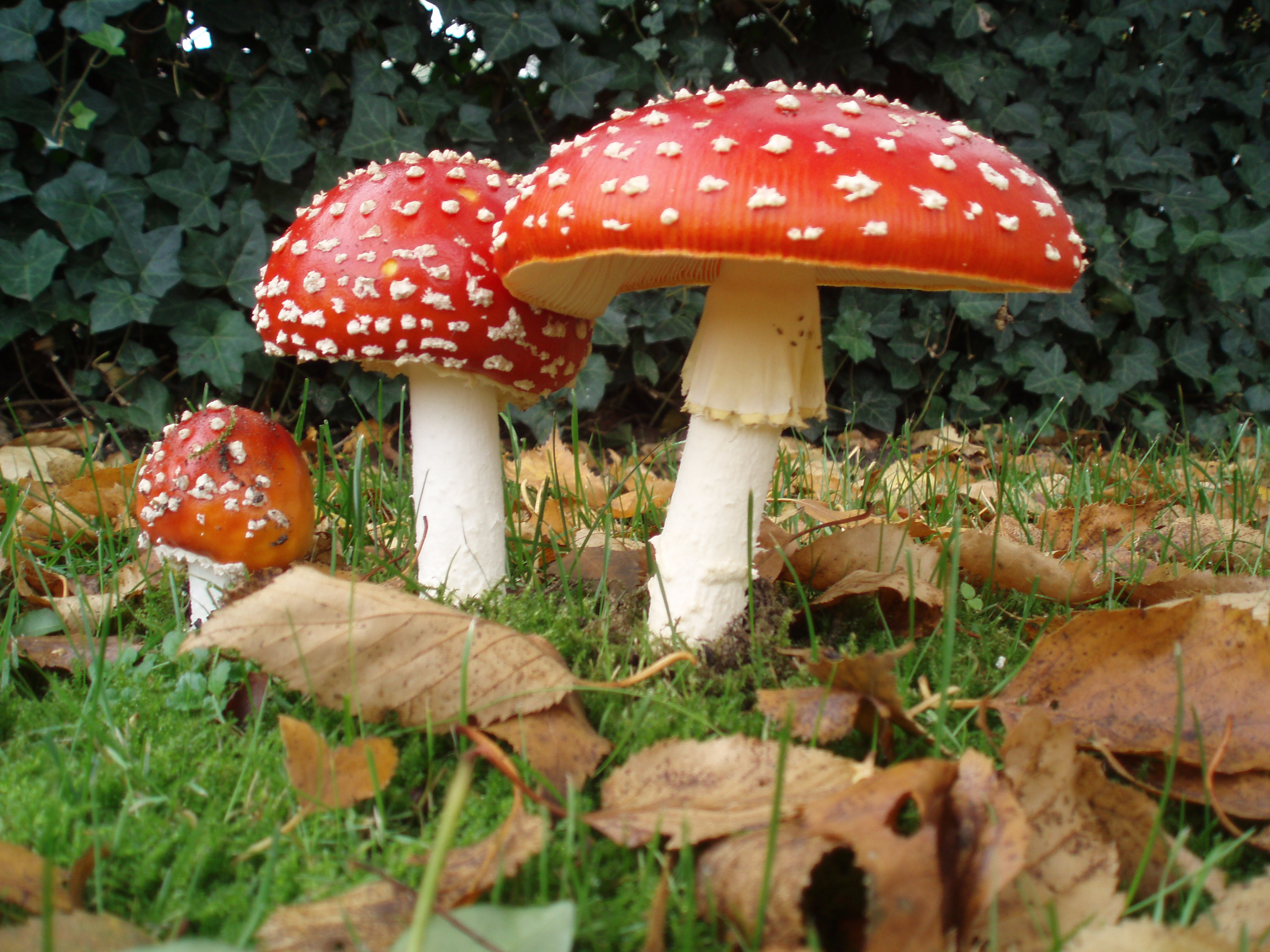
Basidiocarpos de Amanita muscaria, un agarical.

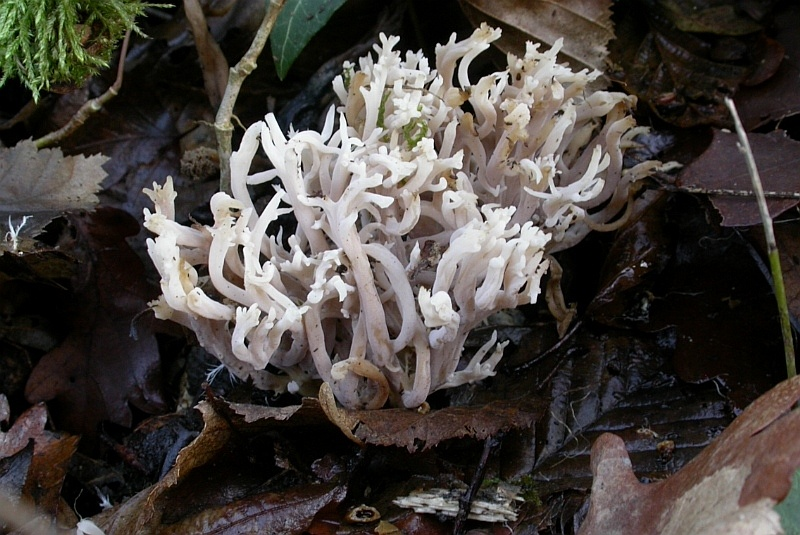
Basidiocarpos de Ramaria rugosa, una seta coral.

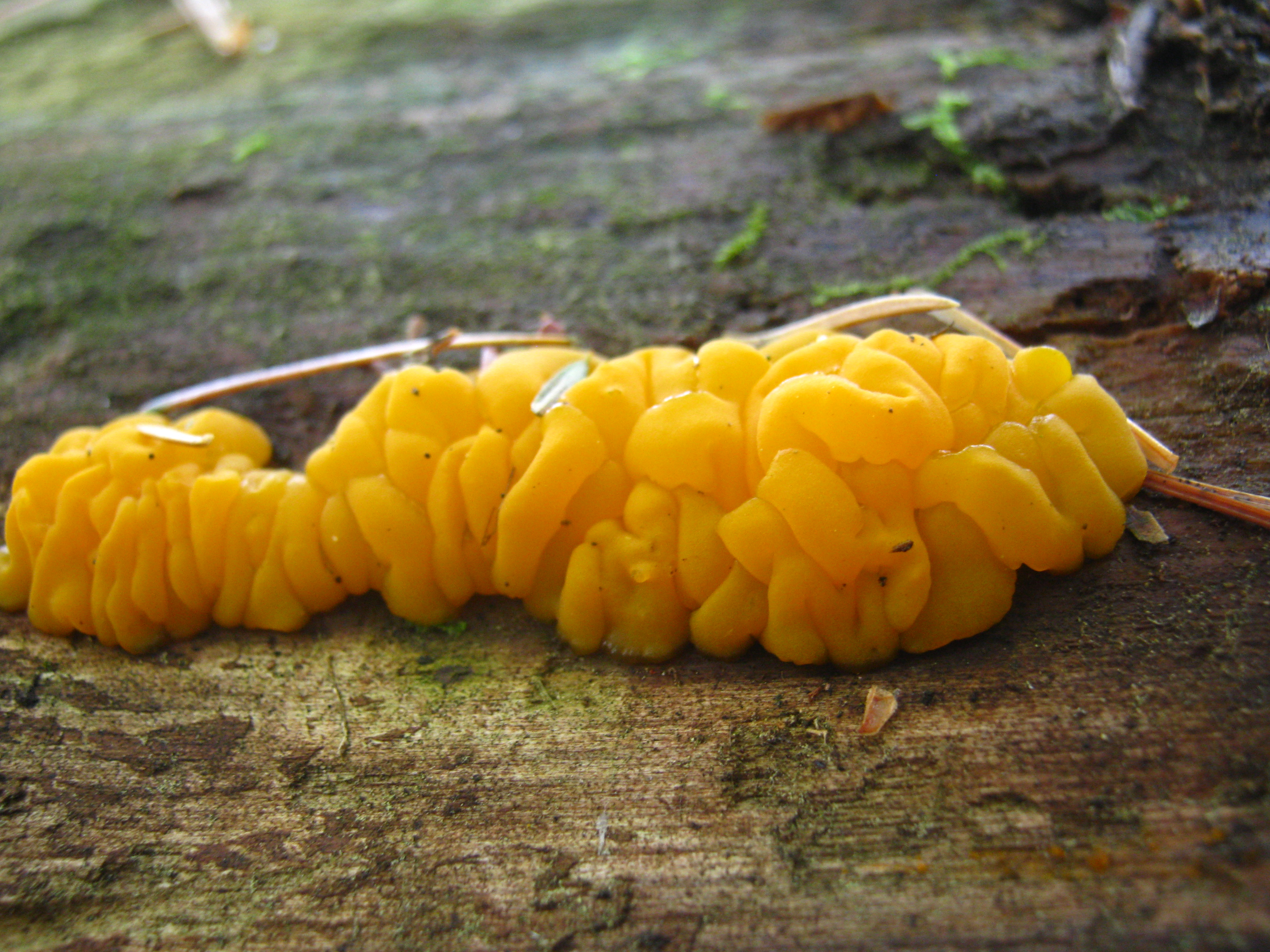
Basidiocarpos de Dacrymyces chrysospermus, un hongo gelatinoso.

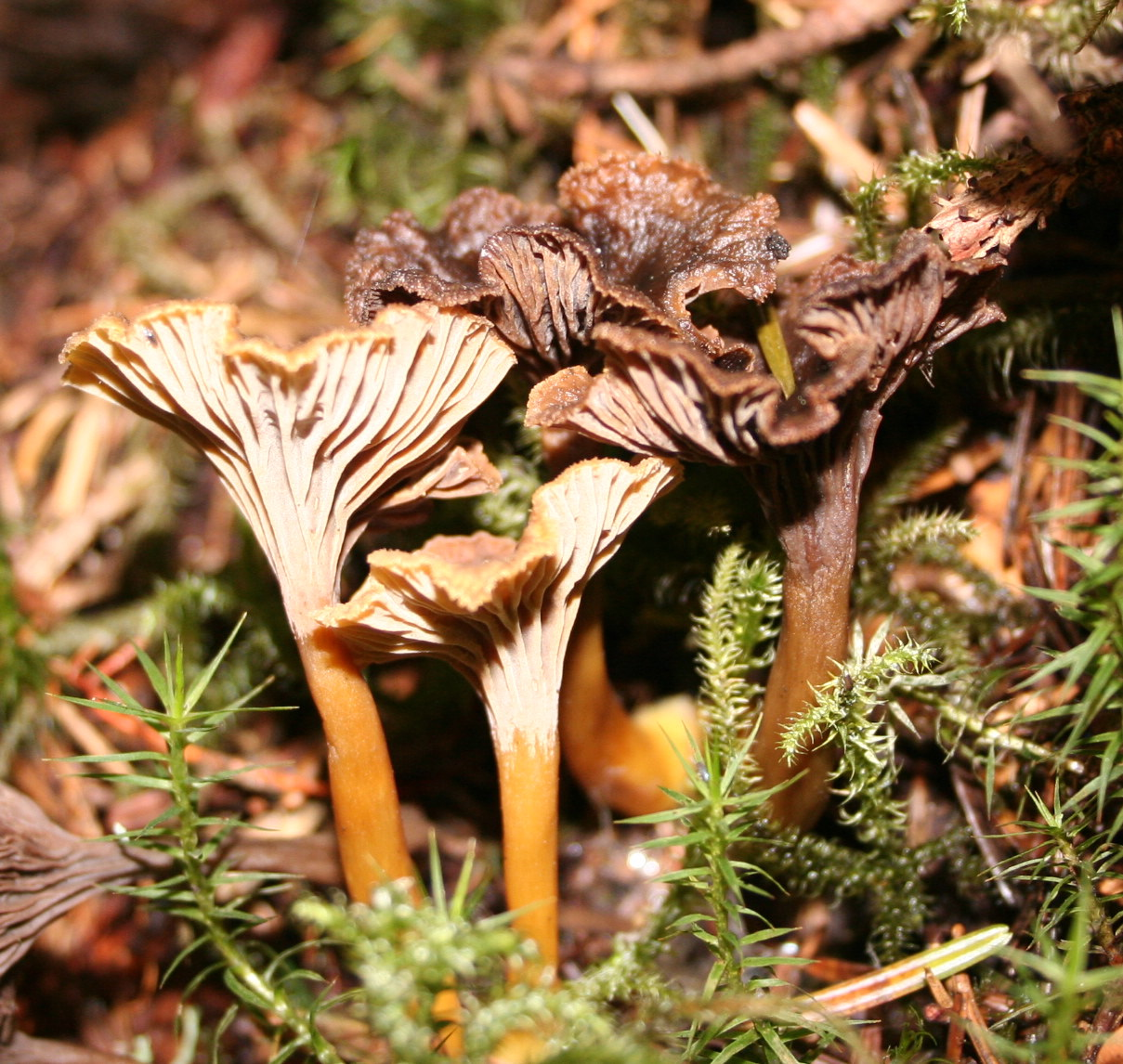
Basidiocarpos de Craterellus tubaeformis, un hongo cornucopioide.

Los basidiocarpos son clasificados en varias formas de crecimiento, según su grado de diferenciación entre el estipe, el píleo y el himenóforo, así como el tipo de himenóforo si este está presente. A continuación se indican las diferentes formas de crecimiento descritas hasta la fecha:
- Hongos gelatinosos: el cuerpo fructífero es una masa indiferenciada de tejido gelatinoso.
- Setas coral: cuerpo fructífero erecto sin distinción entre el estipe y el píleo, bien sin láminas (hongos abastonados), bien con muchas láminas (hongos coral).
- Poliporos: cuerpo fructífero duro, algodonoso y perenne, que a menudo crece en bosques. Los poliporos tienen un píleo, y usualmente, pero no siempre, tubos en lugar de estipe.
- Hongos cornucopioides: cuerpo fructífero con láminas superficiales a lo largo de la superficie baja del cuerpo fructificante, no habiendo mucha diferenciación entre estipe y píleo.
- Hongos diente: cuerpo fructífero con himenóforos en forma de dientes.
- Agaricomycetes: el cuerpo fructífero tiene forma de balón y el himenóforo se encuentra totalmente cerrado en el interior del cuerpo fructífero.
- Falsa trufa: como los gasteromycetes, pero con un cuerpo fructífero situado bajo el suelo.
- Secotioide: como los Gasteromycetes, pero sin estipe. Parece ser un estadio evolutivo intermedio entre el Gasteromycetes y el agárico.
- Agáricos: cuerpo fructificante con píleo, láminas y estipe bien diferenciados.
- Boletos: cuerpo fructífero con píleo, estipe y tubos.

Las divisiones básicas de Agaricomycotina se basaron totalmente en la forma de crecimiento del hongo. Estudios más modernos llevados a cabo sobre filogenética molecular (así como evidencias provenientes de la micromorfología y la quimiotaxonomía) han demostrado que similares tipos de formas de crecimiento de basidiomycetos son a menudo ejemplos de convergencia evolutiva y no siempre reflejan una relación cercana entre diferentes grupos de hongos. Por ejemplo, los agáricos han surgido independientemente de los Agaricales, los Boletales, los Russulales y otros grupos, mientras que los hongos secotioides y las falsas trufas han surgido independientemente muchas veces dentro de los Agaricales.